# Milica a Serbiei
Prințesa Milica Hrebeljanović, născută Nemanjić (în sârbă Милица Немањић Хребељановић; n. cca. 1335 -  d. 11 noiembrie 1405), cunoscută și sub numele de împărăteasa (țarița) Milica, a fost o regină consoartă a Serbiei, iar ulterior a devenit o călugăriță ortodoxă sârbă și a luat numele de Evghenia. Soțul ei a fost prințul sârb Lazăr, iar printre copiii ei s-au numărat despotul Ștefan Lazarevici și Jelena Lazarević, al cărui soț a fost Đurađ al II-lea Balšić. Este autoarea cărții „O rugăciune a mamei” (în sârbă Молитва матере) și a unui faimos poem de doliu pentru soțul ei, Udovstvu mojemu ženik, Mirele văduviei mele (în sârbă Удовству мојему женик).

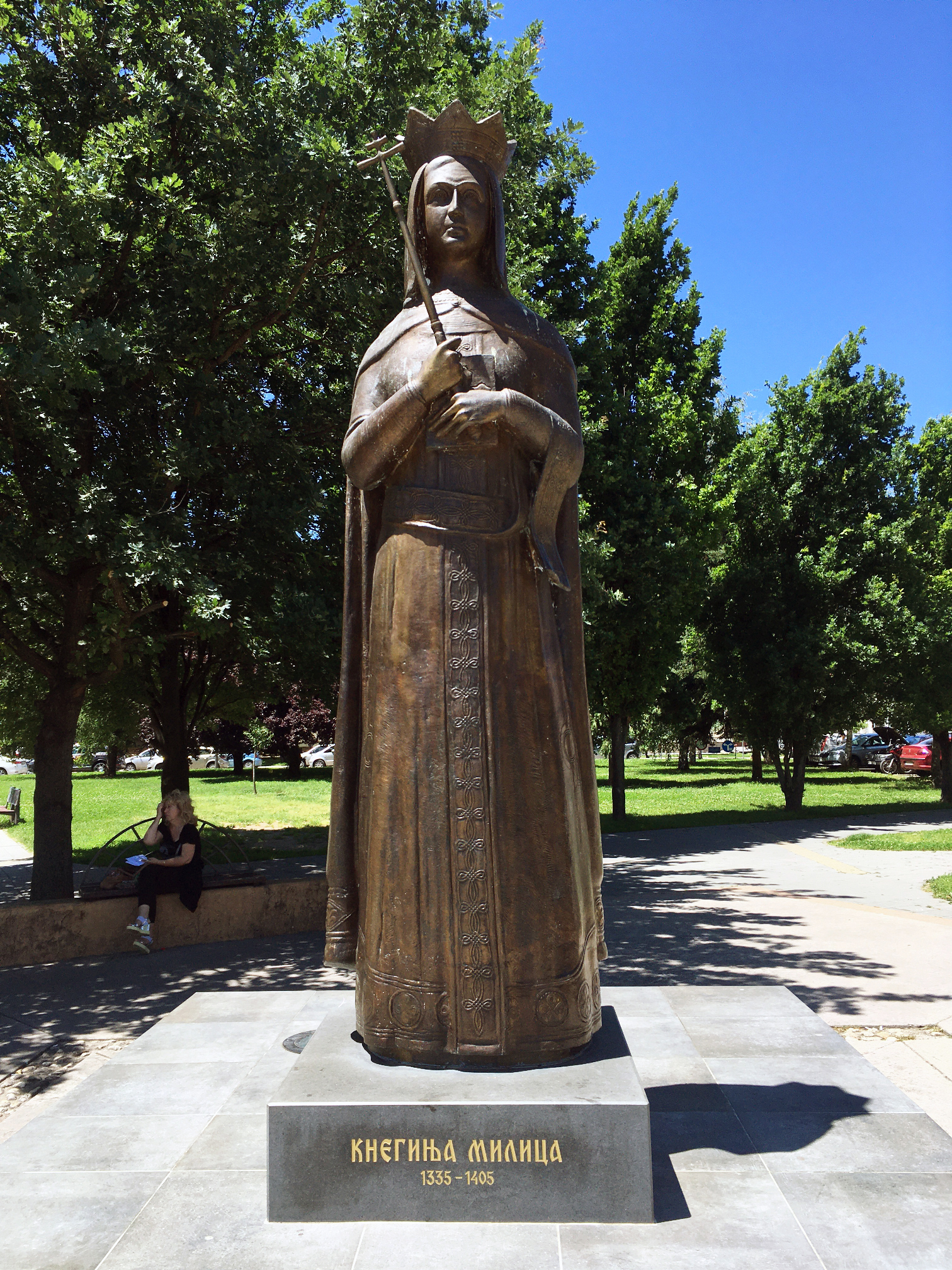
Statuia prințesei Milica din Trstenik

## Biografie
Ea a fost fiica prințului Vratko Nemanjić (cunoscut în poezia epică sârbă sub numele de Jug Bogdan). Acesta, ca strănepot al lui Vukan Nemanjić, marele prinț al Serbiei (domnie 1202-1204), a făcut parte din ramura colaterală, dinastia Nemanjić. Soțul ei a fost prințul Lazar Hrebeljanović (Lazăr al Serbiei). Ea a fost verișoară cu Ștefan Uroș al IV-lea Dușan al Serbiei.
După moartea soțului ei în bătălia de la Kosovo din 1389, Milica a condus Serbia până în 1393 când fiul ei, Stefan Lazarević Hrebeljanović, a ajuns la vârsta majoratului pentru a prelua tronul. În acea perioadă, era nevoie de multă înțelepciune și curaj personal pentru a domni într-o țară liberă, dar întotdeauna sub amenințarea forțelor invadatoare, din Est și Vest. Era dificil de menținut un spirit național fără a provoca vecinii. Milica s-a dovedit a fi un conducător abil al țării într-un moment foarte dificil. Tragedia ei personală (pierderea soțului și trimiterea fiicei sale Mileva (Olivera Despina) pentru a se căsători cu Baiazid I, care a ordonat execuția soțului ei prințul Lazăr în 1389) nu a interferat cu îndeplinirea atribuțiilor sale. Ea a fondat mănăstirea Ljubostinja în jurul anului 1390 și mai târziu a făcut jurăminte monahale la mănăstirea ei și a devenit călugărița Evghenia (Јевгенија, mai târziu stareța Eufrosina, Јефросина) în jurul anului 1393.

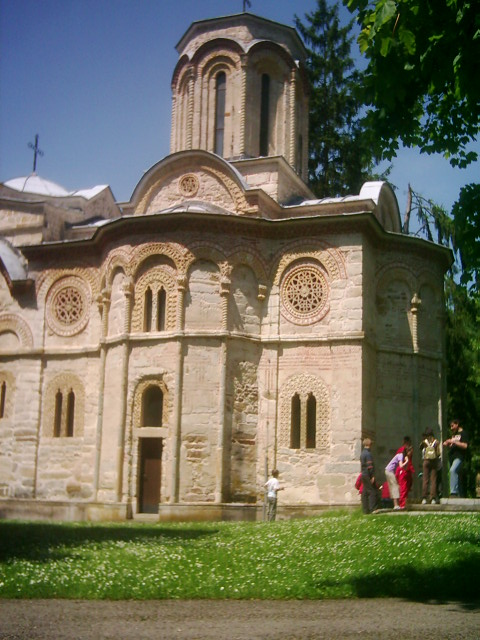
Mănăstirea Ljubostinja a fost întemeiată de prințesa Milica

În 1397 a scris „O rugăciune a mamei” împreună cu fiii ei la mănăstirea Dečani.
În negocierile diplomatice ulterioare cu sultanul Baiazid I, Eugenia și Jefimija  au călătorit împreună la curtea sultanului în iarna 1398/1399.
În 1403, Eugenia s-a dus la sultan la Serres, unde a argumentat în favoarea fiului ei Stefan Lazarević într-o dispută complicată care a  apărut între cei doi fii ai săi și Branković.
A fost înmormântată în Ljubostinja, mănăstirea ei. A fost canonizată de Biserica Ortodoxă Sârbă. Este venerată în	Biserica Ortodoxă Sârbă  la 19 iulie. Prințesa Milica a fost și scriitoare, ea a scris mai multe rugăciuni și poezii religioase. Se pare că durerea și singurătatea ei au fost surprinse în discursul ei extrem de liric și poetic adresat prințului Lazăr (Hrebeljanović). Deși conceput ca un imn bisericesc, acesta conține o notă personală și tonuri lirice neobișnuite pentru imnurile bisericești solemne și sumbre.

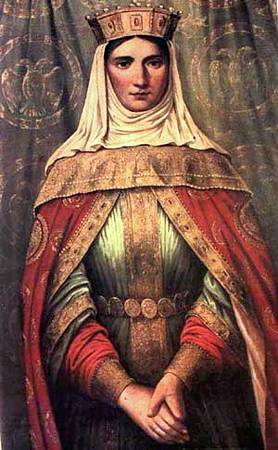
Kneginja Milica

## Familie
Cu Prințul Lazăr a avut următorii fii:
- Dobrovoi, a murit după naștere
- Despotul Ștefan,
- Vuk Lazarevici

și următoarele fiice:
- Jelena Lazarević, al cărui soț era Đurađ II Balšić și al Marelui Duce de Hum Sandalj Hranić Kosača
- Mara Branković, al cărui soț era Vuk Branković
- Dragana, al cărui soț era Ioan Șișman al Bulgariei
- Teodora
- Olivera „Despina”, al cărei soț era Baiazid I.

## Nume de străzi
Mai multe străzi din toată Serbia Centrală poartă numele prințesei. În orașul industrial Trstenik, în trecut înfloritor, strada principală care trece direct prin centrul orașului se numește Kneginje Milice. Trstenik este cel mai apropiat mare oraș de locul de înmormântare de la Mănăstirea Ljubostinja.
Există o stradă Kneginje Milice situată și în Lazarevac, în târgul Lukavica. Strada are aproximativ 250 de metri lungime. Lângă strada respectivă se află târgul Kolubarski și strada Zivojina Zujovica.